# Амадина-рубінчик червоноброва
Амадина-рубінчик червоноброва (Neochmia phaeton) — вид горобцеподібних птахів родини астрильдових (Estrildidae). Ендемік Австралії.

## Поширення
Ареал поширення виду простягається в східній частині Австралії від півострова Кейп-Йорк до Квінсленда і Нового Південного Уельсу, а далі до Вікторії і південно-східної Австралії. Вид також поширений на острові Кенгуру. У 1960-х роках з птахів, що втекли з полону, виникла життєздатна колонія неподалік Перта у Західній Австралії. Його також завезли до Французької Полінезії для розведення.
Він зазвичай мешкає в помірних лісах і сухих саванах. Його також можна знайти в сухих лісах і мангрових заростях у тропічних регіонах.

## Підвиди
- Neochmia temporalis minor (A. J. Campbell, 1901), широко поширений в північному Квінсленді та південно-східній Австралії, характеризується наявністю білого забарвлення на горлі та грудях;
- Neochmia temporalis temporalis (Latham, 1802), номінальний підвид, широко поширений уздовж прибережної смуги східної Австралії між Новим Південним Уельсом і Вікторією.

У минулому був визнаний третій підвид, Neochmia temporalis loftyi, включаючи південно-західні популяції цих птахів: однак відмінності між цією популяцією та іншими не здаються настільки значними, щоб виправдати збереження рангу підвиду, і він наразі розглядається як частина номінального підвиду.

## Опис
Вид відрізняється яскраво-червоною смугою над оком і червоним горбком. Інша частина тіла сіра, з оливковими кольорами на криючих крилах і шиї. У молодих птахів немає червоних плям на лобі, а також оливкового кольору на шиї та покривах. Дорослі особини досягають 11-12 см в довжину.